# Liste der Kulturdenkmale in Schleußig (A–J)
Die Liste der Kulturdenkmale in Schleußig enthält die Kulturdenkmale des Leipziger Stadtteils Schleußig, die in der Denkmalliste vom Landesamt für Denkmalpflege Sachsen mit Stand 2017 erfasst wurden.  In dieser Liste sind die Kulturdenkmale in den Straßen mit den Anfangsbuchstaben A–J erfasst. Die Kulturdenkmale in den Straßen K–Z sind in der Liste der Kulturdenkmale in Schleußig (K–Z) aufgeführt.

## Legende
- Bild: Bild des Kulturdenkmals, ggf. zusätzlich mit einem Link zu weiteren Fotos des Kulturdenkmals im Medienarchiv Wikimedia Commons. Wenn man auf das Kamerasymbol klickt, können Fotos zu Kulturdenkmalen aus dieser Liste hochgeladen werden:
- Bezeichnung: Denkmalgeschützte Objekte und ggf. Bauwerksname des Kulturdenkmals
- Lage: Straßenname und Hausnummer oder Flurstücknummer des Kulturdenkmals. Die Grundsortierung der Liste erfolgt nach dieser Adresse. Der Link (Karte) führt zu verschiedenen Kartendiensten mit der Position des Kulturdenkmals. Fehlt dieser Link, wurden die Koordinaten noch nicht eingetragen. Sind diese bekannt, können sie über ein Tool mit einer Kartenansicht einfach nachgetragen werden. In dieser Kartenansicht sind Kulturdenkmale ohne Koordinaten mit einem roten bzw. orangen Marker dargestellt und können durch Verschieben auf die richtige Position in der Karte mit Koordinaten versehen werden. Kulturdenkmale ohne Bild sind an einem blauen bzw. roten Marker erkennbar.
- Datierung: Baubeginn, Fertigstellung, Datum der Erstnennung oder grobe zeitliche Einordnung entsprechend des Eintrags in der sächsischen Denkmaldatenbank
- Beschreibung: Kurzcharakteristik des Kulturdenkmals entsprechend des Eintrags in der sächsischen Denkmaldatenbank, ggf. ergänzt durch die dort nur selten veröffentlichten Erfassungstexte oder zusätzliche Informationen
- ID: Vom Landesamt für Denkmalpflege Sachsen vergebene, das Kulturdenkmal eindeutig identifizierende Objekt-Nummer. Der Link führt zum PDF-Denkmaldokument des Landesamtes für Denkmalpflege Sachsen. Bei ehemaligen Kulturdenkmalen können die Objektnummern unbekannt sein und deshalb fehlen bzw. die Links von aus der Datenbank entfernten Objektnummern ins Leere führen. Ein ggf. vorhandenes Icon  führt zu den Angaben des Kulturdenkmals bei Wikidata.

## Liste der Kulturdenkmale in Schleußig
| Bild                                    | Bezeichnung | Lage | Datierung | Beschreibung | ID       |
| --------------------------------------- | --- | --- | --- | --- | -------- |
|                                         | Mietshaus in geschlossener Bebauung | Alfred-Frank-Straße 1 (Karte)                                                                                   | bezeichnet 1898 (Mietshaus)                                                                                       | Klinkerfassade, Stuck im Eingangsbereich, bleiverglaste Treppenhausfenster, baugeschichtlich von Bedeutung | 09262055 |
|                                         | Mietshaus in halboffener Bebauung | Alfred-Frank-Straße 2 (Karte)                                                                                   | um 1895 (Mietshaus)                                                                                               | Klinkerfassade, geätzte Treppenhausfenster, Wohnungstüren mit Supraporten, baugeschichtlich von Bedeutung | 09262057 |
|                                         | Mietshaus in geschlossener Bebauung | Alfred-Frank-Straße 3 (Karte)                                                                                   | 1898 (Mietshaus)                                                                                                  | Klinkerfassade, Stuck im Eingangsbereich, baugeschichtlich von Bedeutung | 09262056 |
|                                         | Mietshaus in geschlossener Bebauung | Alfred-Frank-Straße 11 (Karte)                                                                                  | um 1905 (Mietshaus)                                                                                               | Klinkerfassade, baugeschichtlich von Bedeutung | 09262544 |
|                                         | Mietshaus in geschlossener Bebauung | Alfred-Frank-Straße 12 (Karte)                                                                                  | um 1910 (Mietshaus)                                                                                               | Putzfassade, Stuck im Eingangsbereich, baugeschichtlich von Bedeutung | 09294363 |
|                                         | Mietshaus in geschlossener Bebauung | Alfred-Frank-Straße 13 (Karte)                                                                                  | um 1905 (Mietshaus)                                                                                               | mit Hausdurchfahrt und ehemals mit Laden, Klinkerfassade, Stuckleiste in der Hausdurchfahrt, Wohnungstüren mit Supraporten, baugeschichtlich von Bedeutung | 09262543 |
|                                         | Mietshaus in geschlossener Bebauung | Alfred-Frank-Straße 14 (Karte)                                                                                  | um 1910 (Mietshaus)                                                                                               | Klinkerfassade, Stuckdecke im Eingangsbereich, baugeschichtlich von Bedeutung | 09294364 |
|                                         | Mietshaus in geschlossener Bebauung | Alfred-Frank-Straße 15 (Karte)                                                                                  | um 1895 (Mietshaus)                                                                                               | mit Tordurchfahrt, Klinkerfassade, Stuck in der Tordurchfahrt, Wohnungstüren mit Supraporten, baugeschichtlich von Bedeutung | 09262542 |
| Direkt Bild zu diesem Denkmal hochladen | Doppelwohnhaus in offener Bebauung mit Vorgarten und Einfriedung vor Nr. 3 | Beipertstraße 3; 5 (Karte)                                                                                      | um 1915 (Doppelwohnhaus)                                                                                          | Putzfassade, baugeschichtlich von Bedeutung | 09292334 |
| Direkt Bild zu diesem Denkmal hochladen | Doppelwohnhaus (mit Erhardstraße 8) in offener Bebauung, mit Vorgarten und Einfriedung | Beipertstraße 4 (Karte)                                                                                         | um 1915 (Doppelwohnhaus)                                                                                          | Putzfassade, baugeschichtlich von Bedeutung | 09292346 |
| Direkt Bild zu diesem Denkmal hochladen | Wohnhaus in offener Bebauung mit Vorgarten und Einfriedung | Beipertstraße 6 (Karte)                                                                                         | 1912–1913, später überformt (Wohnhaus)                                                                            | das Haus ist ein bemerkenswertes Zeugnis für die Baukunst seiner Zeit im Bereich des privaten Wohnungsbaus, ortsentwicklungsgeschichtlich und bauhistorisch als Bestandteil des Schleußiger Villenviertels bedeutsam Zunächst stellte die Eigenheim-Baugesellschaft für Deutschland GmbH in Leipzig mit Central-Verwaltung in Frankfurt am Main Bauantrag zur Errichtung eines Landhauses und fügte Entwürfe der Architekten Langheinrich & Riedel bei. Wenig später wird der Postsekretär Otto Rose als Grundstückseigentümer genannt und Ernst Riedel mit der Ausführung betraut (6. August 1912 bis 31. Juli 1913). Zur Straße hin wurde das gut 430 Quadratmeter große Grundstück durch einen Zaun abgeschlossen: „Sockel von Stein mit Staket aus gehobelten Latten“. Veränderungen am Dachaufbau 1931 sowie ein Verandaanbau 1934 erfolgten auf Initiative des Bankdirektors Karl Gustav Hanisch. Derselbe begehrte 1935 gemeinsam mit seinem Nachbarn (Paußnitzstraße 8) im Jahr 1935 die Errichtung einer Doppelgarage, deren Zeichnung der Architekt und Bauanwalt Reinholf Kretzschmar vorlegte. Umbau/Sanierung wohl in der zweiten Hälfte der 1990er Jahre. Die zweigeschossige traufständige Giebelfront rhythmisiert die lockere Bebauung in der Beipertstraße, ein Mansardgiebelwalmdach schließt den Baukörper des Hauses nach oben hin ab. Ein größerer seitlicher Treppenhausanbau und ein kleiner Standerker straßenseitig nehmen dem kubischen Bau die Strenge, weisen auf den verwendeten Begriff „Landhaus“. Erhalten geblieben ist die elegante und handwerklich qualitätvolle Innenausstattung, leidliche Sanierung einhergehend mit dem Einbau ungelenk wirkender Fenster, einer Terrassentür und Überformung der Garage. Leider sind auch die für das Erscheinungsbild der Architektur in den 1930er Jahren wichtigen weil charakteristischen Klappläden komplett verloren. Dennoch ist das Haus ein bemerkenswerter Zeuge für die Baukunst der 1930er Jahre im Bereich des privaten Engagements im Bauwesen, ist es baugeschichtlich und ortsentwicklungsgeschichtlich als Bestandteil des Schleußiger Villenviertels bedeutsam. LfD/2014 | 09305089 |
| Direkt Bild zu diesem Denkmal hochladen | Doppelwohnhaus in offener Bebauung mit Vorgarten und Einfriedung | Beipertstraße 7; 9 (Karte)                                                                                      | um 1925 (Doppelwohnhaus)                                                                                          | Putzfassade, Fenstergitter, Nummer 7 Haustür mit farbiger Bleiverglasung, Nummer 9 mit bleiverglasten Treppenhausfenstern, baugeschichtlich von Bedeutung | 09262658 |
|                                         | Mietshaus in geschlossener Bebauung | Blümnerstraße 3 (Karte)                                                                                         | um 1895 (Mietshaus)                                                                                               | mit Tordurchfahrt und mit Laden, Klinkerfassade, Dekorationsmalerei im Treppenhaus, baugeschichtlich von Bedeutung | 09290814 |
|                                         | Mietshaus in geschlossener Bebauung und Werkstattgebäude im Hof | Blümnerstraße 4 (Karte)                                                                                         | um 1895 (Mietshaus)                                                                                               | mit Tordurchfahrt, Klinkerfassade, Wandkacheln in der Tordurchfahrt, baugeschichtlich von Bedeutung | 09262061 |
|                                         | Mietshaus in geschlossener Bebauung | Blümnerstraße 5 (Karte)                                                                                         | um 1895 (Mietshaus)                                                                                               | mit Tordurchfahrt, Klinkerfassade, schmiedeeisernes Gitter und preußische Kappe in der Tordurchfahrt, baugeschichtlich von Bedeutung | 09292991 |
|                                         | Mietshaus in geschlossener Bebauung und Werkstattgebäude im Hof | Blümnerstraße 6 (Karte)                                                                                         | um 1895 (Mietshaus)                                                                                               | mit Tordurchfahrt, Putzfassade, Windfangtür, Stuckreste im Eingangsbereich, baugeschichtlich von Bedeutung | 09262062 |
|                                         | Mietshaus in geschlossener Bebauung | Blümnerstraße 7 (Karte)                                                                                         | um 1895 (Mietshaus)                                                                                               | mit Tordurchfahrt, Klinkerfassade, preußische Kappe in der Tordurchfahrt, baugeschichtlich von Bedeutung | 09292990 |
|                                         | Mietshaus in geschlossener Bebauung | Blümnerstraße 9 (Karte)                                                                                         | um 1900 (Mietshaus)                                                                                               | Putzfassade, Stuck im Eingangsbereich, baugeschichtlich von Bedeutung | 09292989 |
|                                         | Mietshaus in geschlossener Bebauung | Blümnerstraße 10 (Karte)                                                                                        | um 1895 (Mietshaus)                                                                                               | Putzfassade, Stuckreste im Eingangsbereich, baugeschichtlich von Bedeutung | 09262076 |
|                                         | Mietshaus in halboffener Bebauung | Blümnerstraße 11 (Karte)                                                                                        | 1898 (Mietshaus)                                                                                                  | Schablonenmalerei im Treppenhaus, baugeschichtlich von Bedeutung | 09298852 |
|                                         | Mietshaus in geschlossener Bebauung | Blümnerstraße 12 (Karte)                                                                                        | um 1895 (Mietshaus)                                                                                               | mit Tordurchfahrt und ehemals mit Laden, Klinkerfassade, baugeschichtlich von Bedeutung | 09292992 |
|                                         | Mietshaus in geschlossener Bebauung | Blümnerstraße 13 (Karte)                                                                                        | um 1900 (Mietshaus)                                                                                               | Putz-Klinker-Fassade, baugeschichtlich von Bedeutung | 09292987 |
|                                         | Mietshaus in geschlossener Bebauung | Blümnerstraße 14 (Karte)                                                                                        | um 1895 (Mietshaus)                                                                                               | mit Laden und mit Tordurchfahrt, Klinkerfassade, Ladenausstattung der Fleischerei original, baugeschichtlich von Bedeutung | 09292993 |
|                                         | Mietshaus in geschlossener Bebauung | Blümnerstraße 15 (Karte)                                                                                        | um 1900 (Mietshaus)                                                                                               | mit Tordurchfahrt, Putzfassade, Stuck in der Tordurchfahrt, baugeschichtlich von Bedeutung | 09292986 |
|                                         | Mietshaus in geschlossener Bebauung | Blümnerstraße 16 (Karte)                                                                                        | um 1895 (Mietshaus)                                                                                               | mit Tordurchfahrt und mit Laden, Klinkerfassade, baugeschichtlich von Bedeutung | 09292994 |
|                                         | Mietshaus in geschlossener Bebauung | Blümnerstraße 17 (Karte)                                                                                        | um 1900 (Mietshaus)                                                                                               | mit Tordurchfahrt, Putzfassade, Treppenhausfenster mit Resten geätzter Verglasung, Jugendstilstuckkehle in der Tordurchfahrt, baugeschichtlich von Bedeutung | 09292985 |
|                                         | Mietshaus in geschlossener Bebauung und Werkstattgebäude im Hof | Blümnerstraße 19 (Karte)                                                                                        | um 1895 (Mietshaus)                                                                                               | mit Tordurchfahrt und ehemals mit Laden, Putzfassade, Stuck in der Tordurchfahrt, baugeschichtlich von Bedeutung | 09292984 |
|                                         | Mietshaus in geschlossener Bebauung | Blümnerstraße 22 (Karte)                                                                                        | um 1900 (Mietshaus)                                                                                               | weiße Verblendziegelfassade, baugeschichtlich von Bedeutung | 09262077 |
|                                         | Mietshaus in geschlossener Bebauung und Werkstattgebäude im Hof | Blümnerstraße 23 (Karte)                                                                                        | 1898 (Mietshaus)                                                                                                  | mit Tordurchfahrt, Putzfassade, ehemalige Schlosserwerkstatt im Hof, stadtentwicklungsgeschichtlich und baugeschichtlich von Bedeutung | 09299415 |
|                                         | Mietshaus in geschlossener Bebauung | Blümnerstraße 24 (Karte)                                                                                        | um 1895 (Mietshaus)                                                                                               | Putzfassade, baugeschichtlich von Bedeutung | 09262078 |
|                                         | Mietshaus in geschlossener Bebauung und Hofgebäude | Blümnerstraße 25 (Karte)                                                                                        | um 1895 (Mietshaus)                                                                                               | mit Tordurchfahrt und mit Laden, Klinkerfassade, Stuck in der Tordurchfahrt und zwei eiserne Radabweiser, baugeschichtlich von Bedeutung | 09292983 |
| Direkt Bild zu diesem Denkmal hochladen | Tor eines Mietshauses | Blümnerstraße 27 (Karte)                                                                                        | 1897 (Tor) | schmiedeeisernes Tor, Mietshaus kein Denkmal, handwerklich-künstlerisch von Bedeutung | 09292982 |
|                                         | Mietshaus in geschlossener Bebauung | Blümnerstraße 28 (Karte)                                                                                        | um 1895 (Mietshaus)                                                                                               | Klinkerfassade, Stuck im Eingangsbereich, Balkongitter, baugeschichtlich von Bedeutung | 09262065 |
|                                         | Mietshaus in geschlossener Bebauung | Blümnerstraße 29 (Karte)                                                                                        | um 1895 (Mietshaus)                                                                                               | mit Tordurchfahrt, Klinkerfassade, Treppenhausfenster mit Resten geätzter Verglasung, Holzpaneele in der Tordurchfahrt, baugeschichtlich von Bedeutung | 09292981 |
|                                         | Mietshaus in geschlossener Bebauung | Blümnerstraße 30 (Karte)                                                                                        | um 1895 (Mietshaus)                                                                                               | Klinkerfassade, Stuck im Eingangsbereich, Windfangtür mit Ätzglas, Reste von Schablonenmalerei im Treppenhaus, baugeschichtlich von Bedeutung | 09262066 |
|                                         | Mietshaus in geschlossener Bebauung | Blümnerstraße 31 (Karte)                                                                                        | um 1895 (Mietshaus)                                                                                               | mit Tordurchfahrt, Putzfassade, baugeschichtlich von Bedeutung | 09262688 |
|                                         | Mietshaus in geschlossener Bebauung | Blümnerstraße 32 (Karte)                                                                                        | um 1890 (Mietshaus)                                                                                               | Klinkerfassade, baugeschichtlich von Bedeutung | 09262067 |
|                                         | Mietshaus in geschlossener Bebauung | Blümnerstraße 33 (Karte)                                                                                        | um 1895 (Mietshaus)                                                                                               | mit Tordurchfahrt, Klinkerfassade, Stuck in der Tordurchfahrt, baugeschichtlich von Bedeutung | 09292980 |
|                                         | Mietshaus in geschlossener Bebauung | Blümnerstraße 34 (Karte)                                                                                        | um 1890 (Mietshaus)                                                                                               | Klinkerfassade, baugeschichtlich von Bedeutung | 09262068 |
|                                         | Mietshaus in geschlossener Bebauung | Blümnerstraße 35 (Karte)                                                                                        | um 1895 (Mietshaus)                                                                                               | Klinkerfassade, Stuckkehle im Eingangsbereich, baugeschichtlich von Bedeutung | 09292979 |
|                                         | Mietshaus in geschlossener Bebauung | Blümnerstraße 37 (Karte)                                                                                        | um 1895 (Mietshaus)                                                                                               | ehemals mit Eckladen, Putzfassade, baugeschichtlich von Bedeutung | 09292976 |
| Direkt Bild zu diesem Denkmal hochladen | Villa mit Einfriedung, Eckpavillon und Villengarten | Bretschneiderstraße 3                                                                                           | 1928–1929 (Villa), 1922–1923 (Einfriedung)                                                                        | bemerkenswerte Klinkerfassade mit geschwungenem Walmdach, stilistisch zwischen Moderne und Traditionalismus, schöner Garten, baugeschichtlich und ortsgeschichtlich von Bedeutung | 09292335 |
| Direkt Bild zu diesem Denkmal hochladen | Doppelwohnhaus in einer Wohnhauszeile, mit Einfriedung und Vorgarten | Bretschneiderstraße 8; 10 (Karte)                                                                               | 1926 (Doppelwohnhaus)                                                                                             | einfach gestaltete Putzfassade mit Erker, im traditionalistischen Stil, baugeschichtlich von Bedeutung | 09292336 |
| Direkt Bild zu diesem Denkmal hochladen | Wohnhaus in halboffener Bebauung, mit Vorgarten | Bretschneiderstraße 12 (Karte)                                                                                  | um 1930 (Wohnhaus)                                                                                                | Kopfbau einer Wohnhauszeile, interessant gegliederte Putzfassade, geschwungenes Dach, baugeschichtlich von Bedeutung | 09292337 |
| Direkt Bild zu diesem Denkmal hochladen | Wohnhaus in offener Bebauung mit Einfriedung und Garten | Bretschneiderstraße 14 (Karte)                                                                                  | 1928–1929 (Wohnhaus)                                                                                              | Putzfassade mit Walmdach, zwischen Traditionalismus und Moderne, Architekt: Erling Dybwad, städtebauliche und baugeschichtliche Bedeutung, wissenschaftlich-dokumentarischer Wert Rechtsanwalt Dr. Rolf Anschütz darf als Bauherr des 1928/1929 erbauten Einfamilienhauses angesehen werden. Beauftragt waren der in Leipzig ansässige Architekt Erling Dybwad, der Sohn des (bekannteren) Architekten Peter Dybwad sowie als Ausführende die Herren Wetzold & Beyer. Im Jahr 1977 wurde die Umgestaltung zu einem Zweifamilienwohnhaus beabsichtigt. Das gegenüber einer öffentlichen Grünfläche situierte zweigeschossige Gebäude sollte mit Kratzputz und einem Doppeldach aus rotbraunen Tonbiberschwänzen versehen werden. Straßenabgewandt konzipiert wurde ein Wintergarten, der straßenseitige Hauseingang mit Vordach und Freitreppe versehen sowie ebenfalls zur Straße hin ein Ziergarten angelegt. Erhalten geblieben sind bemerkenswerte Teile der bauzeitlichen Ausstattung. Als Bau der 1920er Jahre besitzt das Haus gerade auch im Ensemble mit den anderen Wohngebäuden im Schleußiger Villenviertel einen hohen Stellenwert. Die historische Einfriedung aus Holzzaunfeldern zwischen Betonsteinsäulen wurde im Rahmen der Sanierung weitgehend am Original orientiert erneuert. Erneuerungsarbeiten erfolgten 1994/1995 und 2000/2001. Baugeschichtlich bedeutsames Dokument privaten Wohnungsbaus vom Ende der 1920er Jahre, Bestandteile des qualitätvollen Schleußiger Villenviertels. LfD/2013 | 09290897 |
| Direkt Bild zu diesem Denkmal hochladen | Villa mit Einfriedung, Toreinfahrt und Garten | Bretschneiderstraße 16 (Karte)                                                                                  | 1929–1930 (Villa)                                                                                                 | Putzfassade mit geschwungenem Walmdach, Innenausstattung erhalten, baugeschichtlich, städtebaulich und ortsgeschichtlich von Bedeutung | 09292338 |
|                                         | Mietshaus in halboffener Bebauung | Brockhausstraße 1 (Karte)                                                                                       | 1907 (Mietshaus)                                                                                                  | Putzfassade, Stuck im Eingangsbereich, baugeschichtlich von Bedeutung | 09262060 |
|                                         | Mietshaus in halboffener Bebauung | Brockhausstraße 2 (Karte)                                                                                       | bezeichnet 1906 (Mietshaus)                                                                                       | mit Läden, Putzfassade, Stuck im Eingangsbereich, ein Laden original, baugeschichtlich von Bedeutung | 09262045 |
|                                         | Mietshaus in geschlossener Bebauung | Brockhausstraße 3 (Karte)                                                                                       | um 1905 (Mietshaus)                                                                                               | Putzfassade, zwei Erker, baugeschichtlich von Bedeutung | 09262059 |
|                                         | Mietshaus in geschlossener Bebauung | Brockhausstraße 4 (Karte)                                                                                       | um 1905 (Mietshaus)                                                                                               | Putzfassade, zwei Kastenerker, Stuckgliederung im Eingangsbereich, baugeschichtlich von Bedeutung | 09262046 |
|                                         | Mietshaus in geschlossener Bebauung | Brockhausstraße 5 (Karte)                                                                                       | um 1905 (Mietshaus)                                                                                               | Putzfassade, breiter Erker, Stuck im Eingangsbereich, baugeschichtlich von Bedeutung | 09262079 |
|                                         | Mietshaus in geschlossener Bebauung | Brockhausstraße 6 (Karte)                                                                                       | um 1905 (Mietshaus)                                                                                               | Putzfassade, zwei Erker, Wohnungstüren mit Supraporten, baugeschichtlich von Bedeutung | 09262047 |
|                                         | Mietshaus in geschlossener Bebauung | Brockhausstraße 7 (Karte)                                                                                       | um 1905 (Mietshaus)                                                                                               | Putzfassade, Reste von Schablonenmalerei im Treppenhaus, Kreuzgratgewölbe mit Malerei im Eingangsbereich, Wohnungstüren mit Supraporten, baugeschichtlich von Bedeutung | 09262058 |
|                                         | Mietshaus in geschlossener Bebauung | Brockhausstraße 8 (Karte)                                                                                       | um 1905 (Mietshaus)                                                                                               | Klinkerfassade, zwei Erker, Stuck im Eingangsbereich, baugeschichtlich von Bedeutung | 09262048 |
|                                         | Mietshaus in geschlossener Bebauung | Brockhausstraße 9 (Karte)                                                                                       | bezeichnet 1912 (Mietshaus)                                                                                       | Putzfassade, Erker, abgerundete Ecke, Haustür mit geschliffenen Scheiben, baugeschichtlich von Bedeutung | 09262475 |
|                                         | Mietshaus in geschlossener Bebauung | Brockhausstraße 10 (Karte)                                                                                      | um 1905 (Mietshaus)                                                                                               | Putzfassade, zwei Erker, Wandfliesen mit Abschlussleiste und Terrazzostufen im Eingangsbereich, baugeschichtlich von Bedeutung | 09262049 |
|                                         | Doppelmietshaus in geschlossener Bebauung | Brockhausstraße 11; 13 (Karte)                                                                                  | um 1905 (Doppelmietshaus)                                                                                         | weiße Verblendziegelfassade, Erker mit dazwischen eingespannten Balkons, Stuck in den Eingangsbereichen, Wohnungstüren mit Supraporten, baugeschichtlich von Bedeutung | 09262474 |
|                                         | Mietshaus in geschlossener Bebauung | Brockhausstraße 12 (Karte)                                                                                      | um 1905 (Mietshaus)                                                                                               | Putzfassade, zwei Erker, bleiverglastes Oberlicht der Haustür, Stuck im Eingangsbereich, baugeschichtlich von Bedeutung | 09262050 |
|                                         | Mietshaus in geschlossener Bebauung | Brockhausstraße 14 (Karte)                                                                                      | um 1905 (Mietshaus)                                                                                               | Putzfassade, zwei Erker, baugeschichtlich von Bedeutung | 09262051 |
|                                         | Mietshaus in geschlossener Bebauung | Brockhausstraße 15 (Karte)                                                                                      | bezeichnet 1909 (Mietshaus)                                                                                       | Klinkerfassade, Kastenerker, Stuck und Schablonenmalerei im Eingangsbereich, bleiverglaste Treppenhausfenster, baugeschichtlich von Bedeutung | 09262473 |
|                                         | Mietshaus in geschlossener Bebauung | Brockhausstraße 16 (Karte)                                                                                      | um 1910 (Mietshaus)                                                                                               | Putzfassade, zwei Erker, Schablonenmalerei im Eingangsbereich, baugeschichtlich von Bedeutung | 09262052 |
|                                         | Mietshaus in halboffener Bebauung | Brockhausstraße 17 (Karte)                                                                                      | um 1905 (Mietshaus)                                                                                               | ehemals mit Laden, Klinkerfassade, baugeschichtlich von Bedeutung | 09262470 |
|                                         | Mietshaus in geschlossener Bebauung | Brockhausstraße 18 (Karte)                                                                                      | um 1910 (Mietshaus)                                                                                               | Putzfassade, zwei Erker, Stuck im Eingangsbereich und Terrazzo, baugeschichtlich von Bedeutung | 09262053 |
|                                         | Mietshaus in geschlossener Bebauung und Garage im Hof | Brockhausstraße 19 (Karte)                                                                                      | um 1905 (Mietshaus)                                                                                               | Klinkerfassade, Stuck im Eingangsbereich, baugeschichtlich von Bedeutung | 09262469 |
|                                         | Mietshaus in geschlossener Bebauung | Brockhausstraße 20 (Karte)                                                                                      | bezeichnet 1907 (Mietshaus)                                                                                       | reich dekorierte Putzfassade, Stuck im Eingangsbereich, Deckenstuck in den Wohnungen, baugeschichtlich von Bedeutung | 09262054 |
|                                         | Doppelmietshaus (Anschrift: Brockhausstraße 21 und Stieglitzstraße 97) in halboffener Bebauung | Brockhausstraße 21 (Karte)                                                                                      | um 1910 (Doppelmietshaus)                                                                                         | Putzfassade, Holzpaneele im Eingangsbereich, baugeschichtlich von Bedeutung | 09262467 |
|                                         | Mietshaus in geschlossener Bebauung | Brockhausstraße 22 (Karte)                                                                                      | 1906–1907, bezeichnet 1906 (Mietshaus)                                                                            | mit Eckladen, Putzfassade, Eckladen original, aufwendige Holzpaneele im Eingangsbereich, Wohnhaus der Malerin und Grafikerin Elisabeth Voigt (1893–1977), baugeschichtlich von Bedeutung Im geschlossenen Quartier akzentuiert eine kraftvolle Dekoration die verputzte Fassade, prägen Zwerchhausgiebel und zwei Kastenerker den eindrücklichen Eckbau. Zimmermeister und Bauunternehmer Ernst Gustav Krosse aus Schleußig übernahm Finanzierung, Ausführung und die statischen Berechnungen. Eingerichtet wurden ein Eckladen und eine Hausmannswohnung im Dachgeschoss. Das Bauvorhaben vom Februar 1906 erfuhr seine Fertigstellung zum 31. Januar 1907. Umbauanträge betrafen 1912 die Neuerrichtung von Balkonen, 1938 die Verbreiterung von Dachaufbauten und 1968 den Einbau einer weiteren Dachgeschosswohnung. Eine Sperrung der straßenseitigen Balkone durch die Bauaufsicht datiert vom 9. Oktober 1975, der Abbruch erfolgte dann im Folgejahr durch eine Feierabendbrigade. Neuerlicher Antrag zum Dachgeschossausbau, einhergehend wohl mit Sanierung und Modernisierung, erging im Dezember 1994 durch die GbR Martin & Schall aus München. Unterlagen fertigte das Ingenieurbüro Kern, Church, Hettlich. Die großzügige Innenausstattung ist weitgehend erhalten. Von besonderem Interesse ist das Gebäude als Wohnort der Grafikerin und Malerin Elisabeth Voigt, einer der bedeutendsten deutschen Künstlerinnen des 20. Jahrhunderts, ihr wurde 2013 auf Initiative von Dagmar Irene Noack sowie des Vorsitzenden des in Grünheide ansässigen Kunstverein „Elisabeth Voigt“ e. V. Dr. Lothar Abét eine Gedenktafel am Haus gewidmet. Das repräsentative und städtebaulich exponiert situierte Mietshaus besitzt einen baugeschichtlichen sowie als ehemaliger Wohnort von Elisabeth Voigt, der bedeutendsten Leipziger Künstlerin im 20. Jahrhundert, einen hohen personengeschichtlichen Wert. LfD/2014 | 09262476 |
|                                         | Mietshaus in geschlossener Bebauung | Brockhausstraße 23 (Karte)                                                                                      | um 1910 (Mietshaus)                                                                                               | Putzfassade, Wandmalerei im Eingangsbereich, Schablonenmalerei im Treppenhaus, baugeschichtlich von Bedeutung | 09262466 |
|                                         | Mietshaus in geschlossener Bebauung | Brockhausstraße 24 (Karte)                                                                                      | bezeichnet 1903 (Mietshaus)                                                                                       | Klinker-Putz-Fassade, Stuck und Malerei im Eingangsbereich, baugeschichtlich von Bedeutung | 09262477 |
|                                         | Mietshaus in geschlossener Bebauung | Brockhausstraße 25 (Karte)                                                                                      | um 1910 (Mietshaus)                                                                                               | Putz-Klinker-Fassade, zwei Erker, Wohnungstüren mit Supraporten, baugeschichtlich von Bedeutung | 09262465 |
|                                         | Mietshaus in geschlossener Bebauung und Werkstattgebäude im Hof | Brockhausstraße 26 (Karte)                                                                                      | um 1905 (Mietshaus)                                                                                               | Vorderhaus mit Tordurchfahrt und Laden, Klinkerfassade, Wohnungstüren mit Supraporten, baugeschichtlich und stadtentwicklungsgeschichtlich von Bedeutung | 09262478 |
|                                         | Mietshaus in geschlossener Bebauung | Brockhausstraße 28 (Karte)                                                                                      | 1905 (Mietshaus)                                                                                                  | Klinker-Putz-Fassade, repräsentative Ausstattung, baugeschichtlich und ortsteilentwicklungsgeschichtlich von Bedeutung Das Haus im Übergang zwischen Jugendstil und Reformstil wurde 1905 für den Kleinzschocherner Produktenhändler Christoph Heinrich Albert Grundert errichtet nach im Jahr zuvor eingereichten Unterlagen des Architekten H. Heusing, der zugleich für Ausführung und Bauleitung verantwortlich gemacht wurde. In der Bauakte wird anfänglich auch ein Herr Max Stockmar genannt. Folgende Eigentümer sind namentlich bekannt: Tischlermeister Karl Stiel (ab 1906), Steuerinspektor Friedrich Hermann Voigt (1912), ab 1940 Johanna Magdalene Römer geb. Voigt und Charlotte Spiegel geb. Voigt. Ein Projekt des VEB GWL 1978 für Dachreparatur und Ausbau einer Wohnung im Dachgeschoss kam wohl nicht zur Umsetzung. Repräsentativ zeigt sich die entgegen dem Entwurf in der Bauakte gänzlich anders ausgeführte Putzfassade über verklinkertem Parterre und betonwerksteinverkleidetem Sockel mit einem Eckerker an der Hofeinfahrt und einem weiteren Polygonalerker nebst Zwerchhaus an der Fassade zur Brockhausstraße, das Gebäude spiegelbildlich zu Nummer 30 zu sehen. Fassadendekoration mit Kunststeinformen, erhalten ist auch die qualitätvolle Ausstattung. Baugeschichtlich und stadtteilentwicklungsgeschichtlich von Bedeutung. LfD/2012 | 09262479 |
|                                         | Mietshaus in geschlossener Bebauung | Brockhausstraße 29 (Karte)                                                                                      | bezeichnet 1909 (Mietshaus)                                                                                       | Stuck im Eingangsbereich, Wohnungstüren mit Supraporten, Haustür mit geschliffenen Scheiben, eisernes Treppenhaus, Reformstil-Architektur, baugeschichtlich von Bedeutung | 09262464 |
|                                         | Mietshaus in geschlossener Bebauung | Brockhausstraße 34 (Karte)                                                                                      | um 1910 (Mietshaus)                                                                                               | Putzfassade, Eckbetonung, Stuck im Eingangsbereich, baugeschichtlich von Bedeutung | 09262482 |
|                                         | Mietshaus in geschlossener Bebauung | Brockhausstraße 35 (Karte)                                                                                      | 1904 (Mietshaus)                                                                                                  | mit Tordurchfahrt, Klinkerfassade, baugeschichtlich von Bedeutung | 09262463 |
|                                         | Mietshaus in geschlossener Bebauung | Brockhausstraße 36 (Karte)                                                                                      | 1912 (Mietshaus)                                                                                                  | Putzfassade, zwei Erker, Haustür mit geschliffenen Scheiben, Wohnungstüren mit Supraporten, baugeschichtlich von Bedeutung | 09262483 |
|                                         | Mietshaus in geschlossener Bebauung | Brockhausstraße 37 (Karte)                                                                                      | um 1900 (Mietshaus)                                                                                               | mit Tordurchfahrt und ehemals mit Laden, Klinkerfassade, Stuck in der Tordurchfahrt, baugeschichtlich von Bedeutung | 09262462 |
|                                         | Mietshaus in geschlossener Bebauung | Brockhausstraße 38 (Karte)                                                                                      | um 1910 (Mietshaus)                                                                                               | Klinkerfassade, zwei Kastenerker, Stuckreste im Eingangsbereich, baugeschichtlich von Bedeutung | 09262562 |
|                                         | Mietshaus in geschlossener Bebauung | Brockhausstraße 39 (Karte)                                                                                      | um 1905 (Mietshaus)                                                                                               | ehemals mit Laden, Klinkerfassade, baugeschichtlich von Bedeutung | 09262461 |
|                                         | Mietshaus in geschlossener Bebauung | Brockhausstraße 40 (Karte)                                                                                      | um 1910 (Mietshaus)                                                                                               | Klinker-Putz-Fassade, zwei Erker, Stuck im Eingangsbereich, Wohnungstüren mit Supraporten, baugeschichtlich von Bedeutung | 09262484 |
|                                         | Mietshaus in geschlossener Bebauung | Brockhausstraße 41 (Karte)                                                                                      | 1903 (Mietshaus)                                                                                                  | Klinkerfassade, Jugendstilschablonenmalerei im Treppenhaus, Treppenhausfenster mit Resten farbiger Bleiverglasung, reicher Stuck und Gemälde im Eingangsbereich, baugeschichtlich von Bedeutung | 09262456 |
|                                         | Mietshaus in geschlossener Bebauung | Brockhausstraße 44 (Karte)                                                                                      | um 1910 (Mietshaus)                                                                                               | ehemals mit Eckladen, Putzfassade, baugeschichtlich von Bedeutung | 09293866 |
|                                         | Mietshaus in geschlossener Bebauung | Brockhausstraße 45 (Karte)                                                                                      | um 1908 (Mietshaus)                                                                                               | Putzfassade, Stuck im Eingangsbereich, baugeschichtlich von Bedeutung | 09262457 |
|                                         | Mietshaus in geschlossener Bebauung | Brockhausstraße 46 (Karte)                                                                                      | um 1904 (Mietshaus)                                                                                               | ehemals mit Eckladen, Klinkerfassade, reiche Stuckgliederung im Eingangsbereich, Wohnungstüren mit Supraporten, baugeschichtlich von Bedeutung | 09262485 |
|                                         | Mietshaus in geschlossener Bebauung | Brockhausstraße 47 (Karte)                                                                                      | um 1900 (Mietshaus)                                                                                               | mit Laden, Putzfassade, Stuck und Terrazzo im Eingangsbereich, baugeschichtlich von Bedeutung | 09262455 |
|                                         | Mietshaus in geschlossener Bebauung | Brockhausstraße 48 (Karte)                                                                                      | um 1905 (Mietshaus)                                                                                               | Klinkerfassade, baugeschichtlich von Bedeutung | 09262486 |
|                                         | Mietshaus in geschlossener Bebauung | Brockhausstraße 49 (Karte)                                                                                      | um 1905 (Mietshaus)                                                                                               | mit Tordurchfahrt und mit Laden, Klinkerfassade, baugeschichtlich von Bedeutung | 09262454 |
|                                         | Mietshaus in geschlossener Bebauung | Brockhausstraße 50 (Karte)                                                                                      | um 1903 (Mietshaus)                                                                                               | mit Tordurchfahrt, Putzfassade, Windfangtür, Stuck in der Tordurchfahrt, baugeschichtlich von Bedeutung | 09262487 |
|                                         | Mietshaus in geschlossener Bebauung | Brockhausstraße 51 (Karte)                                                                                      | um 1908 (Mietshaus)                                                                                               | Putz-Klinker-Fassade, baugeschichtlich von Bedeutung | 09262453 |
|                                         | Mietshaus in geschlossener Bebauung | Brockhausstraße 52 (Karte)                                                                                      | um 1905 (Mietshaus)                                                                                               | mit Tordurchfahrt und mit Laden, Klinkerfassade, baugeschichtlich von Bedeutung | 09294365 |
|                                         | Mietshaus in geschlossener Bebauung | Brockhausstraße 53 (Karte)                                                                                      | bezeichnet 1905 (Mietshaus)                                                                                       | Klinkerfassade, Stuck im Eingangsbereich, Windfangtür, bleiverglaste Treppenhausfenster, baugeschichtlich von Bedeutung | 09262452 |
|                                         | Mietshaus in geschlossener Bebauung | Brockhausstraße 54 (Karte)                                                                                      | um 1905 (Mietshaus)                                                                                               | Klinker-Putz-Fassade, Stuck im Eingangsbereich, Terrazzo und Mosaik im Eingangsbereich, Wohnungstüren mit Supraporten, baugeschichtlich von Bedeutung | 09262488 |
|                                         | Mietshaus in geschlossener Bebauung | Brockhausstraße 55 (Karte)                                                                                      | bezeichnet 1909 (Mietshaus)                                                                                       | Putzfassade, Stuckreliefs im Eingangsbereich, baugeschichtlich von Bedeutung | 09262451 |
|                                         | Mietshaus in geschlossener Bebauung | Brockhausstraße 56 (Karte)                                                                                      | um 1905 (Mietshaus)                                                                                               | mit Eckladen, Klinkerfassade, Stuck und Holzpaneele im Eingangsbereich, baugeschichtlich von Bedeutung | 09262489 |
|                                         | Mietshaus in geschlossener Bebauung | Brockhausstraße 57 (Karte)                                                                                      | bezeichnet 1908 (Mietshaus)                                                                                       | Klinker-Putz-Fassade, baugeschichtlich von Bedeutung | 09262450 |
|                                         | Mietshaus in geschlossener Bebauung | Brockhausstraße 59 (Karte)                                                                                      | um 1903 (Mietshaus)                                                                                               | Putzfassade, zwei Erker, Stuck im Eingangsbereich, Treppenhausfenster mit farbiger Bleiverglasung, baugeschichtlich von Bedeutung | 09262449 |
|                                         | Mietshaus in geschlossener Bebauung | Brockhausstraße 60 (Karte)                                                                                      | um 1907 (Mietshaus)                                                                                               | ehemals mit Laden, Putzfassade, Stuck im Eingangsbereich, Windfangtür, baugeschichtlich von Bedeutung | 09262436 |
|                                         | Mietshaus in geschlossener Bebauung | Brockhausstraße 61 (Karte)                                                                                      | um 1904 (Mietshaus)                                                                                               | Putz-Klinker-Fassade, Kellerfenstergitter, Holzpaneele im Eingangsbereich und Stuckgliederung, baugeschichtlich von Bedeutung | 09262448 |
|                                         | Mietshaus in geschlossener Bebauung | Brockhausstraße 62 (Karte)                                                                                      | um 1908 (Mietshaus)                                                                                               | mit Hausdurchgang, Klinkerfassade, Stuck im Hausdurchgang, Wohnungstüren mit Supraporten, baugeschichtlich von Bedeutung | 09262435 |
|                                         | Mietshaus in geschlossener Bebauung | Brockhausstraße 63 (Karte)                                                                                      | um 1900 (Mietshaus)                                                                                               | Klinkerfassade, Stuck im Eingangsbereich, baugeschichtlich von Bedeutung | 09262447 |
|                                         | Mietshaus in geschlossener Bebauung | Brockhausstraße 64 (Karte)                                                                                      | um 1905 (Mietshaus)                                                                                               | Klinkerfassade, Stuck im Eingangsbereich, Reste von Schablonenmalerei im Treppenhaus, baugeschichtlich von Bedeutung | 09262434 |
|                                         | Mietshaus in geschlossener Bebauung und Werkstattgebäude im Hof | Brockhausstraße 66 (Karte)                                                                                      | um 1903 (Mietshaus)                                                                                               | mit Tordurchfahrt und ehemals mit Laden, Putzfassade, Gitter und reicher Stuck in der Tordurchfahrt, bleiverglaste Treppenhausfenster, im Hof ehemals Tischlerei, stadtteilentwicklungsgeschichtlich und baugeschichtlich von Bedeutung | 09262433 |
|                                         | Mietshaus in geschlossener Bebauung | Brockhausstraße 68 (Karte)                                                                                      | um 1905 (Mietshaus)                                                                                               | mit Hausdurchgang, ehemals mit Ladeneinbau, Klinkerfassade, Treppenhausfenster mit Resten geätzter Verglasung, baugeschichtlich von Bedeutung | 09262432 |
|                                         | Mietshaus in geschlossener Bebauung | Brockhausstraße 70 (Karte)                                                                                      | 1903–1904 (Mietshaus)                                                                                             | mit Hausdurchgang, Jugendstilbau mit Klinker-Putz-Fassade und bemerkenswerter originaler Ausstattung, baugeschichtlich von Bedeutung Der Bauunternehmer Albert Pippel stellte 1903 den Bauantrag für ein viergeschossiges Mietshaus mit zwei Wohnungen je Etage und einer Hausmannswohnung im Dachgeschoss. Eugen Horn, ein Leipziger Architekt, übernahm die Planung. Bereits 1904 erfolgte die Schlussabnahme, im Vergleich zum Entwurf erhielt der Bau eine schlichtere Fassade. Im gleichen Jahr erwarb Heinrich Gustav Seidel das Gebäude. Im Erdgeschoss befand sich bis 1973 ein Laden, der zu diesem Zeitpunkt zu einer Wohnung umgebaut wurde. Mit seiner ansprechenden Fassadengestaltung (Wechsel aus Putzpartien und roten Klinkern) fügt sich das Gebäude harmonisch in die umliegende, zeitgleiche Bebauung ein. Noch in historistischer Tradition stehende Schmuckformen mischen sich mit Jugendstilelementen. Jugendstildekor auch im Inneren vorherrschend, die originale Ausstattung zum Großteil erhalten. Besonders erwähnenswert die Meissner Kachelöfen aus der Erbauungszeit des Hauses. Das Gebäude ist zusammen mit der geschlossen erhaltenen Bebauung der Brockhausstraße Zeugnis für eine zunehmende Verstädterung des einstigen Vorortes Schleußig seit etwa 1870 und besitzt damit ortsentwicklungsgeschichtliche Bedeutung. Seine Ausstattung und die zeittypische Umsetzung der Bauaufgabe Mietshaus begründen darüber hinaus einen baugeschichtlichen Wert. LfD/2011 | 09262431 |
|                                         | Mietshaus in geschlossener Bebauung | Brockhausstraße 72 (Karte)                                                                                      | um 1905 (Mietshaus)                                                                                               | Klinker-Putz-Fassade, Stuck und Holzpaneele im Eingangsbereich, baugeschichtlich von Bedeutung | 09262430 |
|                                         | Mietshaus in geschlossener Bebauung | Brockhausstraße 74 (Karte)                                                                                      | um 1905 (Mietshaus)                                                                                               | Putzfassade, Stuck im Eingangsbereich, Wohnungstüren mit Supraporten, baugeschichtlich von Bedeutung | 09262429 |
|                                         | Mietshaus in geschlossener Bebauung | Brockhausstraße 76 (Karte)                                                                                      | um 1905 (Mietshaus)                                                                                               | Putzfassade, Stuck im Eingangsbereich, baugeschichtlich von Bedeutung | 09262428 |
|                                         | Mietshaus in geschlossener Bebauung | Brockhausstraße 78 (Karte)                                                                                      | um 1905 (Mietshaus)                                                                                               | Klinkerfassade, Treppenhausfenster mit späterer geätzter Verglasung, baugeschichtlich von Bedeutung | 09262427 |
|                                         | Mietshaus in geschlossener Bebauung | Brockhausstraße 80 (Karte)                                                                                      | 1903–1904 (Mietshaus)                                                                                             | Klinkerfassade (zwischenzeitlich verputzt), baugeschichtlich von Bedeutung Maurermeister und Architekt Karl Michael initiierte den Wohnhausbau im Mai 1903 und verkaufte das Grundstück nach Klärung der Formalitäten an den Bauunternehmer und Produktenhändler Ernst Reiche, der das Unternehmen mit Hilfe des Architekten Erhardt Krause umsetzte. Zum 13. Juli erfolgte die Angabe der Baufluchtlinie und im Juni 1904 wurde Antrag auf Schlußrevision gestellt. 2002/2003 konnte das Haus einer umgreifenden Sanierung durch die Hildebrand & Jürgens GmbH unterzogen und die Fassade als quasi Erprobungsprojekt einer Rekonstruktion nach aussagefähiger Fotovorlage in ihrer historischen Erscheinung wiedergewonnen werden, wobei in der Übertragung vom Foto her Unterschiede zur 1903 eingereichten Fassadenzeichnung zu finden sind. Planungen stammten von Dipl.-Ing. (FH) Volker Lietsch. Hinter der von Formteilen gegliederten, noch historistischen Klinkerfassade über verputztem Erdgeschoss hat sich die ebenfalls noch nicht vom Jugendstil geprägte Ausstattung erhalten, die kostengünstig und mit wenig Herzblut saniert wurde. In jeder Etage übrigens war seinerzeit die Einrichtung von zwei unterschiedlich großen Wohnungen vollzogen. Das Wohnhaus im geschlossen erhaltenen Mietshausquartier mit baugeschichtlichem und ortsentwicklungsgeschichtlichem Wert. LfD/2014 | 09299623 |
|                                         | Mietshaus in geschlossener Bebauung | Brockhausstraße 82 (Karte)                                                                                      | um 1905 (Mietshaus)                                                                                               | Klinkerfassade, Jugendstilstuck im Eingangsbereich, baugeschichtlich von Bedeutung | 09262426 |
|                                         | Mietshaus in geschlossener Bebauung | Brockhausstraße 84 (Karte)                                                                                      | um 1910 (Mietshaus)                                                                                               | Putzfassade, Holzpaneele im Eingangsbereich, baugeschichtlich von Bedeutung | 09262425 |
|                                         | Mietshaus in geschlossener Bebauung | Brockhausstraße 86 (Karte)                                                                                      | um 1905 (Mietshaus)                                                                                               | ehemals mit Laden, Putzfassade, Stuck und Holzpaneele im Eingangsbereich, Windfangtür mit Resten geschliffener Scheiben, baugeschichtlich von Bedeutung | 09262424 |
|                                         | Mietshaus in halboffener Bebauung | Brockhausstraße 88 (Karte)                                                                                      | um 1905 (Mietshaus)                                                                                               | Putzfassade, zwei Fachwerkgiebel, Stuck in den Wohnungen, baugeschichtlich von Bedeutung | 09262072 |
|                                         | Doppelmietshaus (Anschrift: Dammstraße 2 und Rödelstraße 9) in offener Bebauung und hofseitige Kegelbahn | Dammstraße 2 (Karte)                                                                                            | 1889–1890 (Doppelmietshaus)                                                                                       | mit Gaststätte, Putzfassade, originale Windfangtür, baugeschichtlich und städtebaulich von Bedeutung | 09292339 |
| Direkt Bild zu diesem Denkmal hochladen | Doppelmietshaus in offener Bebauung | Dammstraße 4; 6 (Karte)                                                                                         | um 1900 (Doppelmietshaus)                                                                                         | historisierende Putzfassade, baugeschichtlich von Bedeutung | 09299234 |
|                                         | Mietvilla mit Einfriedung und Garten | Dammstraße 8 (Karte)                                                                                            | bezeichnet 1891 (Mietvilla)                                                                                       | Klinkerfassade mit Stuck- und Kunststeingliederung, baugeschichtlich von Bedeutung | 09292341 |
|                                         | Doppelmietvilla (mit Paußnitzstraße 1), mit Einfriedung und Vorgarten | Dammstraße 10 (Karte)                                                                                           | 1896 (Mietvilla)                                                                                                  | Klinkerfassade, baugeschichtlich von Bedeutung | 09292352 |
| Direkt Bild zu diesem Denkmal hochladen | Villa mit Nebengebäude im Hof (mit Überdachung zur Villa) und zwei Toreinfahrten, sowie Garten mit Pergola/Eckpavillon | Dammstraße 18 (Karte)                                                                                           | 1912–1913 (Villa)                                                                                                 | Putzfassade, Villa Ergänzung nach Kriegsschaden, baugeschichtlich von Bedeutung | 09262663 |
| Direkt Bild zu diesem Denkmal hochladen | Wohnhaus in offener Bebauung mit Einfriedung und Vorgarten | Erhardstraße 1 (Karte)                                                                                          | um 1910 (Wohnhaus)                                                                                                | Putzfassade, verbretterte Giebel, Terrazzo im Eingangsbereich, baugeschichtlich von Bedeutung | 09292343 |
| Direkt Bild zu diesem Denkmal hochladen | Villa mit Vorgarten | Erhardstraße 2 (Karte)                                                                                          | um 1915 (Villa)                                                                                                   | schlichte Putzfassade mit Putzgliederung, einige Fenster mit eisernen Gittern, baugeschichtlich von Bedeutung | 09262657 |
| Direkt Bild zu diesem Denkmal hochladen | Gartenhaus in rückwärtiger Lage | Erhardstraße 3 (Karte)                                                                                          | um 1885 (Gartenhaus)                                                                                              | Putzfassade, Vorgarten und Einfriedung vor dem Haus gehören zu Erhardstraße 1, baugeschichtlich von Bedeutung | 09292344 |
| Direkt Bild zu diesem Denkmal hochladen | Villa mit Einfriedung, Vorgarten und Garten | Erhardstraße 6 (Karte)                                                                                          | 1911–1912 (Villa), 1911–1912 (Einfriedung)                                                                        | Putzfassade, wirkungsvolles Gebäude im Schleußiger Villenviertel, erbaut für den Kaufmann Richard Paul Killies, mit baugeschichtlichem, ortsentwicklungsgeschichtlichem Wert und wegen der späteren Nutzung als Kindereinrichtung auch sozialgeschichtlich von Interesse Kaufmann Richard Paul Killies wandte sich an die Leipziger Zweigniederlassung der Eigenheim-Baugesellschaft für Deutschland mbH mit der Bitte um Errichtung eines Landhauses. Die Bauleitung übernahm die genannte Bausellschaft und Pläne fertigten die Architekten Langheinrich & Riedel. Im August 1911 wurde die Baugenehmigung ausgereicht und Ende Februar des Folgejahres die Schlussabnahme durchgeführt. Für die Einfriedung wurde „Kiefernholz zwischen Kunststeinsäulen über Kunststeinsockel“ beantragt. Der zweigeschossige, traufständige Ziegelbau mit Verputz wirkt recht hoch, erfuhr 1925 den Anbau eines Erkers und Einrichtung einer Garage, 1928 die Umgestaltung von Gartenveranda und Küche, 1936 das Ersetzten des Verandadaches durch einen massiven Austritt. Veränderungen und kleinere Umbauten zu DDR-Zeiten trugen der Nutzung als Kinderheim bzw. als Kinderwochenheim des VEB Kirow-Werk Rechnung. Eine Fluchttreppe wurde 2001 im Auftrag des Jugendamtes der Stadt Leipzig angebaut. Nutzung des sanierten Hauses als Kindertagesstätte der Kindervereinigung Leipzig e. V., leider sind beispielsweise die Fenster-Klappläden im großen Giebel beseitigt und wirkt das Fenster somit recht verloren. Wirkungsvolles Gebäude im Schleußiger Villenviertel mit baugeschichtlichem, ortsentwicklungsgeschichtlichem und wegen der späteren Nutzung als Kindereinrichtung auch sozialgeschichtlich bedeutsam. LfD/2014 | 09292347 |
| Direkt Bild zu diesem Denkmal hochladen | Doppelwohnhaus (mit Beipertstraße 4) in offener Bebauung, mit Vorgarten und Einfriedung | Erhardstraße 8 (Karte)                                                                                          | um 1915 (Doppelwohnhaus)                                                                                          | Putzfassade, baugeschichtlich von Bedeutung | 09292345 |
| Direkt Bild zu diesem Denkmal hochladen | Einfriedungsmauer und Torbogen eines Grundstückes | Haußmannstraße 1 (Karte)                                                                                        | um 1935 (Einfriedung)                                                                                             | Toreinfahrt mit aufwendigem schmiedeeisernem Gitter, ehemals zum Grundstück Pistorisstraße 16 gehörig, handwerklich-künstlerisch und straßenbildprägend von Bedeutung | 09262668 |
| Direkt Bild zu diesem Denkmal hochladen | Wohnhaus in offener Bebauung mit Einfriedung | Haußmannstraße 5 (Karte)                                                                                        | 1931–1932 (Wohnhaus)                                                                                              | Putzfassade, im Heimatstil, baugeschichtlich von Bedeutung | 09299354 |
| Direkt Bild zu diesem Denkmal hochladen | Handschwengelpumpe mit Brunnenschacht und Abdeckplatte | Holbeinstraße (Karte)                                                                                           | 1912 (Handschwengelpumpe)                                                                                         | Pumpe zur Zeit entfernt, ortsgeschichtlich von Bedeutung | 09263876 |
|                                         | Mietshaus in halboffener Bebauung | Holbeinstraße 1 (Karte)                                                                                         | um 1910 (Mietshaus)                                                                                               | mit Laden im Souterrain, Putzfassade, zwei Erker, Eckturm, Haustür mit geschliffenen Scheiben, Wohnungstüren mit Supraporten, Reformstil-Architektur, baugeschichtlich von Bedeutung | 09262550 |
|                                         | Mietshaus in geschlossener Bebauung | Holbeinstraße 2 (Karte)                                                                                         | um 1895 (Mietshaus)                                                                                               | mit Tordurchfahrt und mit Laden, Putzfassade, preußische Kappe in der Tordurchfahrt, geätzte Treppenhausfenster, baugeschichtlich von Bedeutung | 09262570 |
|                                         | Mietshaus in geschlossener Bebauung (bauliche Einheit mit Nr. 5) | Holbeinstraße 3 (Karte)                                                                                         | um 1910 (Mietshaus)                                                                                               | Klinkerfassade, Stuck im Eingangsbereich, farbig bleiverglaste Treppenhausfenster, Jugendstildekoration, baugeschichtlich von Bedeutung | 09262549 |
|                                         | Mietshaus in geschlossener Bebauung | Holbeinstraße 4 (Karte)                                                                                         | um 1895 (Mietshaus)                                                                                               | mit Tordurchfahrt, Klinkerfassade, Windfangtür, Stuck im Eingangsbereich, Treppenhausfenster mit Resten farbiger Bleiverglasung, baugeschichtlich von Bedeutung | 09262569 |
|                                         | Mietshaus in geschlossener Bebauung (bauliche Einheit mit Nr. 3) | Holbeinstraße 5 (Karte)                                                                                         | um 1910 (Mietshaus)                                                                                               | Klinkerfassade, Stuck im Eingangsbereich, bleiverglaste Treppenhausfenster, Jugendstildekoration, baugeschichtlich von Bedeutung | 09262548 |
|                                         | Fabrikgebäude in halboffener Bebauung | Holbeinstraße 6 (Karte)                                                                                         | um 1906 (Fabrikgebäude)                                                                                           | schlichter mehrgeschossiger Putzbau, stadtteilentwicklungsgeschichtlich von Bedeutung | 09262568 |
| Weitere Bilder                          | Doppelmietshaus in geschlossener Bebauung | Holbeinstraße 7; 9 (Karte)                                                                                      | um 1915 (Doppelmietshaus)                                                                                         | Putzfassade mit mehreren Erkern, Nummer 7 Haustür mit geschliffenen Scheiben und Dekorwandfliesen im Eingangsbereich, baugeschichtlich von Bedeutung | 09262546 |
|                                         | Mietshaus in halboffener Bebauung | Holbeinstraße 8 (Karte)                                                                                         | 1898 (Mietshaus)                                                                                                  | mit Tordurchfahrt, Klinkerfassade, geätzte Treppenhausfenster, Windfangtür mit geätzten und bleiverglasten Scheiben, reicher Stuck im Eingangsbereich, baugeschichtlich von Bedeutung Zimmermann Johann Christian Heinrich Born übernahm im Eigenauftrag 1898 die Errichtung eines Vorderwohngebäudes und eines dreietagigen Hinterwohnhauses. Statische Berechnungen und mit Sicherheit wohl auch die Baupläne lieferte Architekt Gustav Bobach. Beteiligt an den Arbeiten war auch der Maurermeister Karl Wachsmuth. Das rückwärtige „Wohnhaus zur Elster“ benötigte eine Ufermauer zum Fluss, die „im August bei niedrigem Wasserstand gemacht werden“ sollte. Zum 8. Dezember erfolgte die Anzeige der abschließenden Fertigstellung des Vorderhauses nebst Hausmannswohnung unterm Dach, das Hintergebäude konnte nach zweimaliger Ablehnung der Pläne zum Mai 1899 begonnen werden mit den Maurermeistern Herm. Jäger und Carl Müller als Auftragnehmern. Ratsdiener Flügel vermerkt im Zusammenhang mit kleineren Umbauten im Jahr 1900 bzw. einem versagten zweiten Wohnungseinbau im Dachgeschoss: „Born lebt in sehr guten geordneten Vermögensverhältnissen. Im Übrigen erfreut sich derselbe eines guten Leumundes“. Grundstücksbesitzerin Auguste Born erhielt im Februar 1929 die Genehmigung für eine Aufstockung des Hinterhauses „unter Berücksichtigung der besonderen Lage des Grundstückes und da ein genügend großer Hof vorhanden ist“, lässt dies jedoch wohl gar nicht ausführen. Die Wohnen und Leben Bauträgergesellschaft mbH aus Stuttgart stellte im Sommer 1997 einen Bauantrag für Umbau, Sanierung, hofseitigen Balkonanbau und den weiteren Ausbau des Daches zu Wohnzwecken. Entwürfe fertigte Dipl.-Ing. Architekt Trübsbach aus München. Wirkungsvoll konzipiert ist die axialsymmetrisch aufgebaute historistische Klinkerfassade des Mietshauses, die ein verputztes, rustiziertes Erdgeschoss mit Durchfahrt besitzt. Konsölchen unter den Sohlbänken, eine mit Zahnschnittleiste und Konsolen gestaltete Traufe sowie einige Stuckmasken dekorieren die Straßenfront, deren zwei schwach vortretende Seitenrisalite in Zwerchhausgiebeln enden. Das Hintergebäude erhebt sich auf einer Bruchsteinmauer, die auf einem unter Flusssohle gegossenen Fundament aus Cementbeton steht. Berücksichtigt wurden der neben dem Normalpegelstand von 4,25m ein etwaiges Hochwasser von 1,15m und wurden zur Oberkante Kellerfußboden nochmals 50 Zentimeter vorgesehen. LfD/2014, 2015 | 09262567 |
|                                         | Mietshaus in geschlossener Bebauung | Holbeinstraße 10 (Karte)                                                                                        | um 1890 (Mietshaus)                                                                                               | mit Tordurchfahrt, reich gestaltete Putzfassade, Ladeneinbau im Treppenhaus im 1. Obergeschoss, ehemals Kellerfenstergitter, geätzte Treppenhausfenster, baugeschichtlich von Bedeutung | 09262552 |
|                                         | Mietshaus in geschlossener Bebauung | Holbeinstraße 11 (Karte)                                                                                        | um 1910 (Mietshaus)                                                                                               | Putzfassade, Schablonenmalerei im Treppenhaus, Treppenhausfenster mit Resten farbiger Bleiverglasung, baugeschichtlich von Bedeutung | 09262545 |
|                                         | Mietshaus in halboffener Bebauung | Holbeinstraße 12 (Karte)                                                                                        | um 1930 (Mietshaus)                                                                                               | einfach gegliederte Putzfassade, Erker, baugeschichtlich von Bedeutung | 09262551 |
|                                         | Einzeldenkmale der Sachgesamtheit Buntgarnwerke (Obj. 09304726): ehemaliges Gebäude der Spinnerei mit Maschinenhaus, heute Wohnhaus, sowie Verbindungsbau über die Weiße Elster und Ufermauer | Holbeinstraße 14 (Karte)                                                                                        | 1905–1906 (Spinnerei), 1912–1914 (Maschinenhaus), 1905–1906 (Uferbefestigung)                                     | großzügiger Fabrikkomplex mit repräsentativen Gebäuden, technikgeschichtlich und stadtentwicklungsgeschichtlich von Bedeutung (siehe Nonnenstraße 17–21) | 09262401 |
|                                         | Sachgesamtheitsbestandteil der Sachgesamtheit Buntgarnwerke (Obj. 09306107, OT Plagwitz, Nonnenstraße 17–21a), mit folgenden Einzeldenkmalen: Fabrikareal in den Ortsteilen Plagwitz und Schleußig, an der Holbeinstraße ehemaliges Gebäude der Spinnerei mit ehemaligem Maschinenhaus, heute Wohnhaus, sowie Verbindungsbau über die Weiße Elster und Ufermauer (Obj. 09262401, Holbeinstraße 14) und mit folgenden Sachgesamtheitsteilen: ehemaliges Kesselhaus (Holbeinstraße 16) und ehemaliges Filterhaus (Holbeinstraße 18a–18h, Kopiebau) | Holbeinstraße 14; 16; 18a; 18b; 18c; 18d; 18e; 18f; 18g; 18h (Karte)                                            | 1905–1906 (Spinnerei Holbeinstraße), 1921–1923 (Kesselhaus), 1921–1923 (Filterhaus), 1936–1937 (Anbau Filterhaus) | großzügiger Fabrikkomplex mit repräsentativen Gebäuden, technikgeschichtlich und stadtentwicklungsgeschichtlich von Bedeutung | 09304726 |
|                                         | Mietshaus in geschlossener Bebauung | Holbeinstraße 17 (Karte)                                                                                        | um 1885 (Mietshaus)                                                                                               | Klinkerfassade, Stuckkehle im Eingangsbereich, baugeschichtlich von Bedeutung | 09290812 |
|                                         | Mietshaus in geschlossener Bebauung | Holbeinstraße 19 (Karte)                                                                                        | um 1895 (Mietshaus)                                                                                               | mit Eckladen, Klinkerfassade, Wohnungstüren mit Supraporten, Treppenhaus mit viereckigem Auge, baugeschichtlich von Bedeutung | 09262541 |
|                                         | Mietshaus in geschlossener Bebauung | Holbeinstraße 21 (Karte)                                                                                        | um 1895 (Mietshaus)                                                                                               | Klinkerfassade, Erker, Stuck im Eingangsbereich, Windfangtür, baugeschichtlich von Bedeutung | 09262540 |
|                                         | Mietshaus in geschlossener Bebauung | Holbeinstraße 23 (Karte)                                                                                        | um 1895 (Mietshaus)                                                                                               | mit Tordurchfahrt, Klinkerfassade, baugeschichtlich von Bedeutung | 09262539 |
|                                         | Mietshaus in geschlossener Bebauung | Holbeinstraße 25 (Karte)                                                                                        | um 1895 (Mietshaus)                                                                                               | Klinkerfassade, Stuck im Eingangsbereich, baugeschichtlich von Bedeutung | 09262538 |
| Direkt Bild zu diesem Denkmal hochladen | Kontorgebäude in halboffener Bebauung | Holbeinstraße 26 (Karte)                                                                                        | 1897–1898 (Kontorhaus)                                                                                            | mit Tordurchfahrt, Klinkerfassade, Kellerfenstergitter, ehemals Leipziger Niederlassung des Radio-, Telegraphen-, Messgeräte- und Telefonherstellers Leopolder & Sohn in Wien (hervorgegangen aus einer Wassermesserfabrik), ortsgeschichtlich und baugeschichtlich von Bedeutung | 09262516 |
|                                         | Mietshaus in halboffener Bebauung | Holbeinstraße 27 (Karte)                                                                                        | bezeichnet 1897 (Mietshaus)                                                                                       | ehemals mit Eckgaststätte, Klinkerfassade, Eckbalkons, baugeschichtlich von Bedeutung | 09262527 |
| Direkt Bild zu diesem Denkmal hochladen | Mietshaus in halboffener Bebauung (bauliche Einheit mit Nr. 30) | Holbeinstraße 28 (Karte)                                                                                        | 1907–1911 (Mietshaus)                                                                                             | Putzfassade, Erdgeschoss rote Klinker, Erker und Eckerker, Stuck im Eingangsbereich, bleiverglaste Treppenhausfenster und bleiverglastes Haustüroberlicht, Jugendstildekoration, baugeschichtlich von Bedeutung | 09262515 |
|                                         | Fabrikgebäude an der Weißen Elster, mit Ufermauer und Kraftfahrzeug-Aufzug im Innern sowie Toreinfahrt an der Holbeinstraße | Holbeinstraße 28a (Karte)                                                                                       | 1907–1911 (Fabrik)                                                                                                | schlichter Zweckbau mit Klinkerfassade, technikgeschichtlich und ortsgeschichtlich von Bedeutung | 09262514 |
|                                         | Fabrikgebäude und Kontorgebäude einer Fabrik | Holbeinstraße 29 (Karte)                                                                                        | 1884–1886 (Kontorhaus), 1884–1886 (Fabrikgebäude)                                                                 | beide Gebäude rote Klinkerfassade mit gelber Klinkergliederung, von Ernst Mey als Celluloidwarenfabrik zur Kragenherstellung gegründet, ortsgeschichtlich und technikgeschichtlich von Bedeutung | 09262526 |
| Direkt Bild zu diesem Denkmal hochladen | Mietshaus in offener Bebauung (bauliche Einheit mit Nr. 28) | Holbeinstraße 30 (Karte)                                                                                        | 1907–1910 (Mietshaus)                                                                                             | Putzfassade, Erdgeschoss rote Klinker, zwei Eckerker, Stuck im Eingangsbereich, bleiverglaste Treppenhausfenster, Jugendstildekoration, baugeschichtlich von Bedeutung | 09262513 |
|                                         | Mietshaus in geschlossener Bebauung | Holbeinstraße 31 (Karte)                                                                                        | 1911–1912 (Doppelmietshaus)                                                                                       | ehemals mit Läden, Putzfassade, Stuck und Reste von Wandmalerei im Eingangsbereich, Reformstil-Architektur, baugeschichtlich von Bedeutung | 09262517 |
|                                         | Mietshaus in geschlossener Bebauung | Holbeinstraße 33 (Karte)                                                                                        | 1911–1912 (Mietshaus)                                                                                             | Putzfassade, zwei Erker, baugeschichtlich von Bedeutung Als Bestandteil einer Baugruppe entstand in den Jahren 1911 und 1912 das Mietshaus für den Maurermeister Gustav Friedrich, der nicht nur als Unternehmer, sondern auch als Ausführender und Bauleiter auftrat. Jeweils zwei Wohnungen in den Etagen und eine Wohnung im Dachgeschoss kamen hinter der viergeschossigen Putzfassade zur Ausführung. Noch während der Bauphase übernahm der Einrichter Josef Hanke den Bauplatz. Vorgelegt worden waren übrigens zwei Fassadenentwürfe. Prägend sind bei dem dann ausgeführten Entwurf vor allem die beiden Polygonalerker, die der schlichten Putzfassade Gliederung und Prägung geben. Zwischen April 1998 und dem gleichen Monat im Folgejahr kam es zur Sanierung samt Dachgeschossausbau und Aufzugseinbau für die Kuchenbrod GbRmbH in Sulzbach. Gemäß den von Dipl.-Ing. (FH) Architekt Andreas Renninger aus Leipzig gefertigten Plänen hat das Haus viel von seinem ursprünglichen Erscheinungsbild eingebüßt, die Hoffront erscheint förmlich als wenig engagiert gestellter Neubau. Fenster und Hoftür aus Kunststoff, die Veränderungen im Dachbereich, die deckenhohe Verglasung der Balkone sowie die Vernichtung der Treppenhausausmalung verraten wenig Verständnis für die Belange des Denkmalschutzes. Erhalten werden sollten gemäß Baubeschreibung des Sanierungsantrages das hölzerne Treppenhaus und der Stuck in den Wohnungen. Im Ensemble der Baugruppe an der Holbeinstraße einerseits und der geschlossenen Mietshausstrukturen im Quartier andererseits besteht ein baugeschichtlicher und ein ortsentwicklungsgeschichtlicher Wert. LfD/2014 | 09262628 |
| Direkt Bild zu diesem Denkmal hochladen | Doppelmietshaus in offener Bebauung | Holbeinstraße 34; 36 (Karte)                                                                                    | 1936 (Doppelmietshaus)                                                                                            | Putzfassade, im traditionalistischen Stil, baugeschichtlich von Bedeutung | 09299351 |
|                                         | Mietshaus in geschlossener Bebauung (bauliche Einheit mit Nr. 39) | Holbeinstraße 37 (Karte)                                                                                        | um 1910 (Mietshaus)                                                                                               | Putzfassade, zwei Erker, Medaillons im Eingangsbereich, baugeschichtlich von Bedeutung | 09262511 |
|                                         | Mietshaus in geschlossener Bebauung (bauliche Einheit mit Nr. 37) | Holbeinstraße 39 (Karte)                                                                                        | um 1910 (Mietshaus)                                                                                               | Putzfassade, zwei Erker, Stuckmedaillons im Eingangsbereich, baugeschichtlich von Bedeutung | 09262510 |
|                                         | Mietshaus in geschlossener Bebauung | Holbeinstraße 41 (Karte)                                                                                        | um 1910 (Mietshaus)                                                                                               | Putzfassade, mehrere Erker, Reformstil-Architektur, baugeschichtlich von Bedeutung | 09262623 |
|                                         | Doppelmietshaus in geschlossener Bebauung | Holbeinstraße 43; 45 (Karte)                                                                                    | um 1908 (Doppelmietshaus)                                                                                         | ehemals mit Eckladen, Klinkerfassade, Stuck im Eingangsbereich, baugeschichtlich von Bedeutung | 09262505 |
|                                         | Mietshaus in geschlossener Bebauung | Holbeinstraße 47 (Karte)                                                                                        | um 1905 (Mietshaus)                                                                                               | Putzfassade, Stuck im Eingangsbereich, baugeschichtlich von Bedeutung | 09262504 |
|                                         | Mietshaus in geschlossener Bebauung (bauliche Einheit mit Nr. 51 und 53) | Holbeinstraße 49 (Karte)                                                                                        | um 1905 (Mietshaus)                                                                                               | Klinkerfassade, Jugendstilmalerei und Stuck im Eingangsbereich, Schablonenmalerei im Treppenhaus, baugeschichtlich von Bedeutung | 09262503 |
|                                         | Mietshaus in geschlossener Bebauung (bauliche Einheit mit Nr. 49 und 53) | Holbeinstraße 51 (Karte)                                                                                        | um 1905 (Mietshaus)                                                                                               | Klinkerfassade, Jugendstilmalerei und Stuck im Eingangsbereich, Schablonenmalerei im Treppenhaus, baugeschichtlich von Bedeutung | 09262502 |
|                                         | Mietshaus in geschlossener Bebauung (bauliche Einheit mit Nr. 49 und 51) | Holbeinstraße 53 (Karte)                                                                                        | um 1905 (Mietshaus)                                                                                               | Klinkerfassade, Stuck im Eingangsbereich und Wandfliesen mit Dekor, bleiverglaste Treppenhausfenster, baugeschichtlich von Bedeutung | 09262501 |
|                                         | Mietshaus in geschlossener Bebauung | Holbeinstraße 57 (Karte)                                                                                        | 1902 (Mietshaus)                                                                                                  | ehemals mit Eckladen, Putzfassade, Jugendstildekor, Eckbalkons, Stuck im Eingangsbereich, Holzpaneele und Malerei im Eingangsbereich, baugeschichtlich von Bedeutung | 09262490 |
|                                         | Mietshaus in geschlossener Bebauung | Holbeinstraße 59 (Karte)                                                                                        | um 1905 (Mietshaus)                                                                                               | ehemals mit Laden, Putz-Klinker-Fassade, Eckbetonung durch überhöhten Erker, Windfangtür, baugeschichtlich von Bedeutung | 09262491 |
|                                         | Mietshaus in geschlossener Bebauung | Holbeinstraße 61 (Karte)                                                                                        | 1907 (Mietshaus)                                                                                                  | Putz-Klinker-Fassade, Stuck im Eingangsbereich, baugeschichtlich von Bedeutung | 09262492 |
|                                         | Mietshaus in geschlossener Bebauung | Holbeinstraße 65 (Karte)                                                                                        | um 1904 (Mietshaus)                                                                                               | ehemals mit Laden, Putzfassade, Jugendstil-Jalousieblenden, Stuck im Eingangsbereich, baugeschichtlich von Bedeutung | 09262494 |
|                                         | Mietshaus in geschlossener Bebauung | Holbeinstraße 67 (Karte)                                                                                        | um 1910 (Mietshaus)                                                                                               | Putzfassade mit zwei überhöhten Seitenrisaliten, baugeschichtlich von Bedeutung | 09262495 |
|                                         | Mietshaus in geschlossener Bebauung | Holbeinstraße 71 (Karte)                                                                                        | um 1910 (Mietshaus)                                                                                               | Putzfassade, zwei Erker, Stuck im Eingangsbereich, Treppenhausfenster mit Resten farbiger Bleiverglasung, Haustür mit geschliffenen Scheiben und bleiverglastem Oberlicht, baugeschichtlich von Bedeutung | 09262496 |
|                                         | Mietshaus in geschlossener Bebauung | Holbeinstraße 73 (Karte)                                                                                        | um 1910 (Mietshaus)                                                                                               | Putzfassade, zwei Erker, Stuck im Eingangsbereich, Haustür mit zwei bleiverglasten Oberlichtfenstern, baugeschichtlich von Bedeutung | 09262563 |
|                                         | Mietshaus in geschlossener Bebauung | Holbeinstraße 75 (Karte)                                                                                        | um 1910 (Mietshaus)                                                                                               | Putzfassade, zwei Erker, Stuck im Eingangsbereich, Treppenhausfenster mit Resten farbiger Bleiverglasung, baugeschichtlich von Bedeutung | 09262497 |
|                                         | Mietshaus in geschlossener Bebauung | Holbeinstraße 77 (Karte)                                                                                        | bezeichnet 1908 (Mietshaus)                                                                                       | Putz-Klinker-Fassade, zwei Erker, Haustür mit bleiverglastem Oberlicht, bleiverglaste Treppenhausfenster, baugeschichtlich von Bedeutung | 09262498 |
|                                         | Mietshaus in geschlossener Bebauung | Holbeinstraße 79 (Karte)                                                                                        | um 1907 (Mietshaus)                                                                                               | Putz-Klinker-Fassade, ein Erker, Kellerfenstergitter, baugeschichtlich von Bedeutung | 09262499 |
|                                         | Mietshaus in geschlossener Bebauung | Holbeinstraße 81 (Karte)                                                                                        | um 1908 (Mietshaus)                                                                                               | weiße Verblendziegelfassade, Stuck im Eingangsbereich, Reformstil-Architektur, baugeschichtlich von Bedeutung | 09262500 |
|                                         | Mietshaus in geschlossener Bebauung | Holbeinstraße 83 (Karte)                                                                                        | um 1910 (Mietshaus)                                                                                               | Putzfassade, Ziegelsockel, Stuck im Eingangsbereich, baugeschichtlich von Bedeutung | 09262564 |
| Direkt Bild zu diesem Denkmal hochladen | Doppelwohnhaus in offener Bebauung mit angebautem Garagenhaus sowie Einfriedung und Vorgarten | Hoyerstraße 5; 7 (Karte)                                                                                        | um 1935 (Doppelwohnhaus)                                                                                          | Putzfassade, baugeschichtliche und stadtteilentwicklungsgeschichtliche Bedeutung | 09299369 |
| Direkt Bild zu diesem Denkmal hochladen | Villa mit Einfriedung und Vorgarten | Hoyerstraße 11 (Karte)                                                                                          | nach 1920 (Villa)                                                                                                 | zweiläufige Freitreppe, Putzbau mit hohem, geschwungenem Dach, baugeschichtlich von Bedeutung | 09292348 |
| Direkt Bild zu diesem Denkmal hochladen | Wohnhaus in offener Bebauung mit Vorgarten | Hoyerstraße 13 (Karte)                                                                                          | um 1930 (Wohnhaus)                                                                                                | Holzhaus der 1920er/1930er Jahre, baugeschichtlich und stadtteilentwicklungsgeschichtliche Bedeutung | 09299155 |
|                                         | Wohnhäuser einer Wohnhausgruppe (mit Rochlitzstraße 72 und Stieglitzstraße 71), mit Vorgärten und Einfriedung | Huberstraße 1; 3; 5 (Karte)                                                                                     | um 1925 (Wohnhaus)                                                                                                | Putzfassade, Standerker, baugeschichtlich von Bedeutung | 09262697 |
|                                         | Sachgesamtheit Siedlung Hüfferstraße mit den Einzeldenkmalen: 23 Siedlungshäuser an der Hüfferstraße (Obj. 09262666, Hüfferstraße 50–72), 10 Siedlungshäuser an der Marpergerstraße (Obj. 09262665, Marpergerstraße 1–10) und sechs Siedlungshäuser an der Wilhelm-Wild-Straße (Obj. 09262667, Wilhelm-Wild-Straße 1–6) sowie als Sachgesamtheitsteile: Einfriedungen, Vorgärten und Gärten | Hüfferstraße 50; 51; 52; 53; 54; 55; 56; 57; 58; 59; 60; 61; 62; 63; 64; 65; 66; 67; 68; 69; 70; 71; 72 (Karte) | um 1930/1935 (Siedlung)                                                                                           | im Heimatstil, in Anlehnung an Gartenstadtkonzepte, baugeschichtlich und städtebaulich von Bedeutung | 09304318 |
| Direkt Bild zu diesem Denkmal hochladen | Einzeldenkmale der Sachgesamtheit Siedlung Hüfferstraße (Obj. 09304318, Hüfferstraße 50–72): 23 Siedlungshäuser | Hüfferstraße 50; 51; 52; 53; 54; 55; 56; 57; 58; 59; 60; 61; 62; 63; 64; 65; 66; 67; 68; 69; 70; 71; 72 (Karte) | um 1930/1935 (Siedlungshaus)                                                                                      | Putzfassaden, im Heimatstil, baugeschichtlich und städtebaulich von Bedeutung, s. a. Marpergerstraße 1–10 und Wilhelm-Wild-Straße 1–6 | 09262666 |
| Direkt Bild zu diesem Denkmal hochladen | Wohnhaus in offener Bebauung mit Garten | Hüfferstraße 74 (Karte)                                                                                         | 1939 (Wohnhaus)                                                                                                   | Putzfassade, im Heimatstil der 1920er/1930er Jahre, baugeschichtlich von Bedeutung | 09299356 |
|                                         | Mietshaus in halboffener Bebauung | Industriestraße 1 (Karte)                                                                                       | bezeichnet 1905 (Mietshaus)                                                                                       | Klinkerfassade, städtebaulich unverzichtbarer Kopfbau am Auewald, ortsentwicklungsgeschichtlich und baugeschichtlich bedeutsam | 09262615 |
|                                         | Mietshaus in halboffener Bebauung mit Saalanbau | Industriestraße 2 (Karte)                                                                                       | um 1885 (Mietshaus)                                                                                               | in Ecklage zum Auewald, unverzichtbarer Kopfbau, historistische Klinkerfassade, Erdgeschoss des Mietshauses mit Gaststättennutzung, angebaut ein dazugehöriger, eingeschossiger Saal, baugeschichtlich und ortsentwicklungsgeschichtlich von Bedeutung | 09262616 |
|                                         | Mietshaus in geschlossener Bebauung | Industriestraße 3 (Karte)                                                                                       | um 1900 (Mietshaus)                                                                                               | Klinkerfassade, Doppel-Erker, Stuck im Eingangsbereich, baugeschichtlich von Bedeutung | 09262614 |
|                                         | Mietshaus (Nr. 4) in geschlossener Bebauung und Hinterhaus (Nr. 4a) | Industriestraße 4; 4a (Karte)                                                                                   | um 1885 (Mietshaus)                                                                                               | Vorderhaus mit Hausdurchgang und Tordurchfahrt, beide Gebäude Klinkerfassaden, Treppenhausfenster mit geätzter Verglasung, baugeschichtlich von Bedeutung | 09262617 |
|                                         | Mietshaus in geschlossener Bebauung und Hofgebäude | Industriestraße 6 (Karte)                                                                                       | 1896–1897 (Mietshaus), 1896–1897 (Hofgebäude)                                                                     | Vorderhaus mit Tordurchfahrt, Klinkerfassade, baugeschichtlich von Bedeutung Bauunternehmer Hermann Näther nahm für Näther & Stötzner den auch bauleitenden Architekten Richard Senf unter Vertrag für ein Vorderwohnhaus und ein Fabrikgebäude zur Herstellung von Maschinen für Apotheker und zur Schokoladenherstellung. Die Genehmigung für das von der Maschinenfabrik Hennig & Martin genutzte rückwärtige Gebäude wurde 1897 erteilt, gelbe Klinkerfassade zum Wohnhaus. Die Zubereitung der einzelnen Bauteile erfolgte in der ersten Etage, während im Erdgeschoss die Maschinen zusammengesetzt wurden und das oberste Stockwerk als Lager fungierte, im Keller lagen Kohlen und Verpackungsmaterial. Der Stahlbetonbau mit großzügigem Treppenhaus und verschließbaren Speicherluken für den Materialtransport zwischen den Stockwerken. Das Gründerzeit-Mietshaus kam 1896–1897 zur Ausführung mit Tordurchfahrt und axialsymmetrisch konzipierter gelber Klinkerfassade über genutetem Erdgeschoss. Nur wenig vortretende Mittel- und Seitenrisalite. Die Ausstattung weitgehend erhalten. Sanierung 2007–2008. LfD/2008 | 09262618 |
|                                         | Mietshaus in geschlossener Bebauung | Industriestraße 7 (Karte)                                                                                       | um 1885 (Mietshaus)                                                                                               | mit Hausdurchgang, Putzfassade, baugeschichtlich von Bedeutung | 09262613 |
|                                         | Mietshaus in geschlossener Bebauung | Industriestraße 8 (Karte)                                                                                       | um 1890 (Mietshaus)                                                                                               | Klinkerfassade, Stuck im Eingangsbereich, Wand- und Deckenmalerei im Eingangsbereich, geätzte Treppenhausfenster, baugeschichtlich von Bedeutung | 09262619 |
|                                         | Mietshaus in halboffener Bebauung | Industriestraße 9 (Karte)                                                                                       | um 1895 (Mietshaus)                                                                                               | ehemals mit Laden, Klinkerfassade, Stuck im Eingangsbereich, baugeschichtlich von Bedeutung | 09262596 |
|                                         | Mietshaus in geschlossener Bebauung | Industriestraße 10 (Karte)                                                                                      | um 1880 (Mietshaus)                                                                                               | Putzfassade, Stuck im Eingangsbereich, Windfangtür und Treppenhausfenster mit geätzter Verglasung, baugeschichtlich von Bedeutung | 09262588 |
|                                         | Mietshaus in geschlossener Bebauung (bauliche Einheit mit Nr. 13) | Industriestraße 11 (Karte)                                                                                      | um 1890 (Mietshaus)                                                                                               | mit Laden, Putzfassade, baugeschichtlich von Bedeutung | 09262595 |
|                                         | Mietshaus in geschlossener Bebauung | Industriestraße 12 (Karte)                                                                                      | um 1885 (Mietshaus)                                                                                               | mit Tordurchfahrt und mit Laden, Klinkerfassade, Stuckkehle in der Tordurchfahrt, baugeschichtlich von Bedeutung | 09262589 |
|                                         | Mietshaus in geschlossener Bebauung (bauliche Einheit mit Nr. 11) | Industriestraße 13 (Karte)                                                                                      | um 1890 (Mietshaus)                                                                                               | ehemals mit Laden, Putzfassade, baugeschichtlich von Bedeutung | 09262594 |
|                                         | Mietshaus in geschlossener Bebauung | Industriestraße 14 (Karte)                                                                                      | um 1912 (Mietshaus)                                                                                               | mit Tordurchfahrt und ehemals mit Laden, Putzfassade, zwei Erker, Stuck und Reste von Deckenmalerei im Eingangsbereich, bleiverglaste Treppenhausfenster, Haustür mit geschliffenen Scheiben, baugeschichtlich von Bedeutung | 09262590 |
|                                         | Mietshaus in geschlossener Bebauung | Industriestraße 15 (Karte)                                                                                      | um 1890 (Mietshaus)                                                                                               | ehemals mit Laden, Klinkerfassade, Stuck und Holzpaneele im Eingangsbereich, baugeschichtlich von Bedeutung | 09262593 |
|                                         | Mietshaus in geschlossener Bebauung | Industriestraße 16 (Karte)                                                                                      | um 1910 (Mietshaus)                                                                                               | Putzfassade, bleiverglaste Treppenhausfenster, Stuck im Eingangsbereich, Haustür mit geschliffenen Scheiben, baugeschichtlich von Bedeutung | 09262591 |
|                                         | Mietshaus in geschlossener Bebauung | Industriestraße 17 (Karte)                                                                                      | um 1900 (Mietshaus)                                                                                               | Klinkerfassade, Stuck und Deckenmalerei im Eingangsbereich, Schablonenmalerei im Treppenhaus, baugeschichtlich von Bedeutung | 09262592 |
|                                         | Mietshaus in geschlossener Bebauung | Industriestraße 18 (Karte)                                                                                      | 1909 (Mietshaus)                                                                                                  | mit Eckladen und Laden, Putzfassade, mit flachen Erkern, Stuck im Eingangsbereich, Treppenhausfenster mit Resten farbiger Bleiverglasung, Wohnungstüren mit Supraporten, baugeschichtlich von Bedeutung | 09262472 |
|                                         | Mietshaus in halboffener Bebauung | Industriestraße 19 (Karte)                                                                                      | um 1903 (Mietshaus)                                                                                               | mit Eckladen, Klinkerfassade, Eckbalkons, Stuck im Eingangsbereich, Decken- und Schablonenmalerei im Eingangsbereich, Wohnungstüren mit Supraporten, baugeschichtlich von Bedeutung | 09262471 |
|                                         | Mietshaus in geschlossener Bebauung | Industriestraße 20 (Karte)                                                                                      | 1904–1905 (Mietshaus)                                                                                             | mit Eckladen und Laden, Klinkerfassade, baugeschichtlich von Bedeutung In der damaligen Jahnstraße 14 entstand zwischen Dezember 1904 und Juli 1905 der dominierende Eckbau zur Brockhausstraße mit verbrochener Ecke und Waschhaus im Kellergeschoss. Bauherr, Entwerfender und Ausführender war der Lindenauer Architekt Willy Voigt, der auch die statischen Berechnungen anstellte und die Bauleitung übernahm. Einige Zeit wurde noch über eine Wohnung im Dachgeschoss gestritten, diese entstand erst 1911 unter Ober-Postassistent Heinrich Hansen, der das Grundstück aus den Händen von Bertha B. Völkner in Albertshal bei Glauchau übernommen hatte. Unter dem Grundstückseigentümer Heinz Neubauer wurde 1958 wohl im Eckladen eine Volksbücherei eingerichtet, 1988 baupolizeiliche Sperrung der Balkone. Pro Etage unterschiedliche Grundrisse für zwei oder drei Wohnungen, zwei Läden im Erdgeschoss. An der Klinker-Putz-Fassade mit Fensterrahmungen aus Kunststein nur vorsichtige Dekoration in Jugendstilformen, im Inneren deutliche Artikulierung: die originale Jugendstilausstattung komplett erhalten (u. a. Stuck im Eingangsbereich und Türklinken). An der Industriestraße Laden mit originaler Front, die Traufzone geglättet. LfD/2009 | 09262480 |
|                                         | Mietshaus in halboffener Bebauung | Industriestraße 21 (Karte)                                                                                      | um 1903 (Mietshaus)                                                                                               | mit Eckladen und Laden, Klinkerfassade, Eckladen mit bleiverglasten Schaufenster-Oberlichten, eiserne Hauseingangstür, Stuck im Eingangsbereich, baugeschichtlich von Bedeutung | 09262481 |
|                                         | Mietshaus in geschlossener Bebauung | Industriestraße 22 (Karte)                                                                                      | um 1900 (Mietshaus)                                                                                               | mit Läden, Klinkerfassade, ein Laden original, baugeschichtlich von Bedeutung | 09262533 |
|                                         | Mietshaus in geschlossener Bebauung | Industriestraße 23 (Karte)                                                                                      | 1896–1899 (Mietshaus)                                                                                             | Klinkerfassade, das im geschlossenen Mietshausquartier befindliche Gebäude besitzt baugeschichtliche und ortsgeschichtliche Bedeutung. Insgesamt vier Fassadenentwürfe sind in der Bauakte zu finden, gezeichnet in den Jahren 1896 bis 1901. Gebaut wurde das als Zweispänner konzipierte Gebäude 1897–1899 nach Plänen des Maurermeisters Richard Reinhold (beteiligt ein Herr Roßbach), der nach Grundstücksverkauf auch für Schlossermeister Max Schlegel (Ernst Maximilian Schlegel) und Fuhrwerksbesitzer Ludwig Reinhold tätig war. Für 1938 wurden Verputzarbeiten an der Fassade vermerkt und zu Beginn der 1980er Jahre eine Funktionsbereichsmodernisierung projektiert. Zum Jahresbeginn 1996 Antrag für Dachgeschossausbau und Balkonanbau durch Klaus Schwarz und den einbezogenen Architekten André Emanuelsson. Das im geschlossenen Straßenzug situierte Jugendstilmietshaus mit Klinkerfassade über gequadertem Putz im Erdgeschoss. Kunststeinformteile fassen die Fenster, in deren Verdachungen sich reicher, sehr feiner Stuckdekor erhalten hat. Zur Ausstattung gehören u. a. Treppenhaus, Eingangstüren sowie Stuck und im Muster gelegte farbige Fußbodenfliesen. Das im geschlossenen Mietshausquartier befindliche Haus besitzt baugeschichtliche und ortsgeschichtliche Bedeutung. LfD/2014 | 09262532 |
|                                         | Mietshaus in geschlossener Bebauung | Industriestraße 24 (Karte)                                                                                      | bezeichnet 1899 (Mietshaus)                                                                                       | Klinkerfassade, baugeschichtlich von Bedeutung | 09262534 |
|                                         | Mietshaus in geschlossener Bebauung | Industriestraße 25 (Karte)                                                                                      | 1896–1897 (Mietshaus)                                                                                             | Klinker-Putz-Fassade, baugeschichtlich von Bedeutung Schlossermeister Ernst Maximilian Schlegel als Bauherr und Maurermeister Richard Reinhold als der Ausführende sind verantwortlich für den 1896 bis 1897 errichteten Mietwohnungsbau auf dem damaligen Baugrundstück Jahnallee 17. Eingerichtet waren jeweils zwei Wohnungen pro Etage mit zwei Kammern, Korridor, Küche sowie zwei oder drei Stuben. 1931 sollten eiserne Küchenaustritte hofseitig angebaut werden, wofür Fleischermeister Friedrich Wilhelm Richter um Genehmigung ersuchte, Baumeister Kurt Bergk übernahm hierfür die vorbereitenden, fachlichen Arbeiten und die Fa. Wagner & Brähne deren Umsetzung. Es wechselten mehrfach die Besitzer, von denen einige kurz genannt werden sollen: Ziegeleibesitzer Franz Alfred Leisebein aus Gundorf, Christian Hermann Neumeister, Flora Selma ehl. Braun, Ernst Maximilian Hermsdorf. Axialsymmetrisch strukturiert und durch einen Risalit mittenbetont wirkt die Klinkerfassade großzügig durchfenstert und besitzt kräftige Verdachungen. Geprägt ist das Straßenbild heute von einer nicht völlig denkmalgerechten Sanierung, wobei zudem auf das Fehlen des ehemaligen Stuckdekors in den Fensterverdachungen hinzuweisen ist. Im geschlossen erhaltenen Historismusquartier besitzt das kurz vor der Jahrhundertwende erbaute Mietshaus einen baugeschichtlichen und ortsteilentwicklungsgeschichtlichen Wert. LfD/2014, 2018 | 09262531 |
|                                         | Mietshaus in geschlossener Bebauung | Industriestraße 26 (Karte)                                                                                      | um 1895 (Mietshaus)                                                                                               | Klinkerfassade, baugeschichtlich von Bedeutung | 09262535 |
|                                         | Mietshaus in geschlossener Bebauung | Industriestraße 27 (Karte)                                                                                      | um 1895 (Mietshaus)                                                                                               | mit Laden, Klinkerfassade, baugeschichtlich von Bedeutung | 09262530 |
|                                         | Mietshaus in geschlossener Bebauung | Industriestraße 28 (Karte)                                                                                      | um 1895 (Mietshaus)                                                                                               | mit Eckladen, Klinkerfassade, reicher Stuck im Eingangsbereich, baugeschichtlich von Bedeutung | 09262528 |
|                                         | Mietshaus in geschlossener Bebauung | Industriestraße 29 (Karte)                                                                                      | um 1895 (Mietshaus)                                                                                               | Putzfassade, Stuck im Eingangsbereich, baugeschichtlich von Bedeutung | 09262529 |
|                                         | Mietshaus in geschlossener Bebauung | Industriestraße 33 (Karte)                                                                                      | um 1895 (Mietshaus)                                                                                               | Klinkerfassade, Holzpaneele und Stuck im Eingangsbereich, Windfangtür, baugeschichtlich von Bedeutung | 09262536 |
| Weitere Bilder                          | Mietshaus in halboffener Bebauung | Industriestraße 35 (Karte)                                                                                      | um 1890 (Mietshaus)                                                                                               | in Ecklage zur Weißen Elster, weiße Verblendziegelfassade, Eckbetonung, Stuck im Eingangsbereich, Windfangtür mit Resten geätzter Verglasung, städtebaulich und baugeschichtlich von Bedeutung | 09262537 |